# Ophiomyxa australis
Ophiomyxa australis is een slangster uit de familie Ophiomyxidae. De wetenschappelijke naam van de soort werd in 1869 gepubliceerd door Christian Frederik Lütken.